# Jakarta International 1998
Die Jakarta International 1998 im Badminton fanden vom 29. Juni bis zum 5. Juli 1998 in Jakarta statt.

## Sieger und Platzierte
| Disziplin    | Gold                                     | Silber                      | Bronze                               |
| ------------ | ---------------------------------------- | --------------------------- | ------------------------------------ |
| Herreneinzel | Vidre Wibowo                             | Hartawan                    | Heri Cahyadi                         |
| Herreneinzel | Vidre Wibowo                             | Hartawan                    | Rio Suryana                          |
| Dameneinzel  | Yeni Diah                                | Ninik Masrikah              | Melisa Dewi                          |
| Dameneinzel  | Yeni Diah                                | Ninik Masrikah              | Dwi Retnowati                        |
| Herrendoppel | Karel Mainaky Nova Widianto              | Luluk Hadiyanto Aras Razak  | Saputra Hadi Endra Mulyana Mulyajaya |
| Herrendoppel | Karel Mainaky Nova Widianto              | Luluk Hadiyanto Aras Razak  | Darmawan Andreas David Pohan         |
| Damendoppel  | Upi Chrisnawati Angeline de Pauw         | S. Herawati Dwi Retnowati   | Diah Novita Rosie Riani              |
| Damendoppel  | Upi Chrisnawati Angeline de Pauw         | S. Herawati Dwi Retnowati   | Biniawati Ninik Masrikah             |
| Mixed        | Endra Mulyana Mulyajaya Angeline de Pauw | Nova Widianto Eny Widiowati | Rizal Fadillah Neneng Setiawati      |
| Mixed        | Endra Mulyana Mulyajaya Angeline de Pauw | Nova Widianto Eny Widiowati | Andreas Darmawan Upi Chrisnawati     |